# Hans Roß (Architekt)

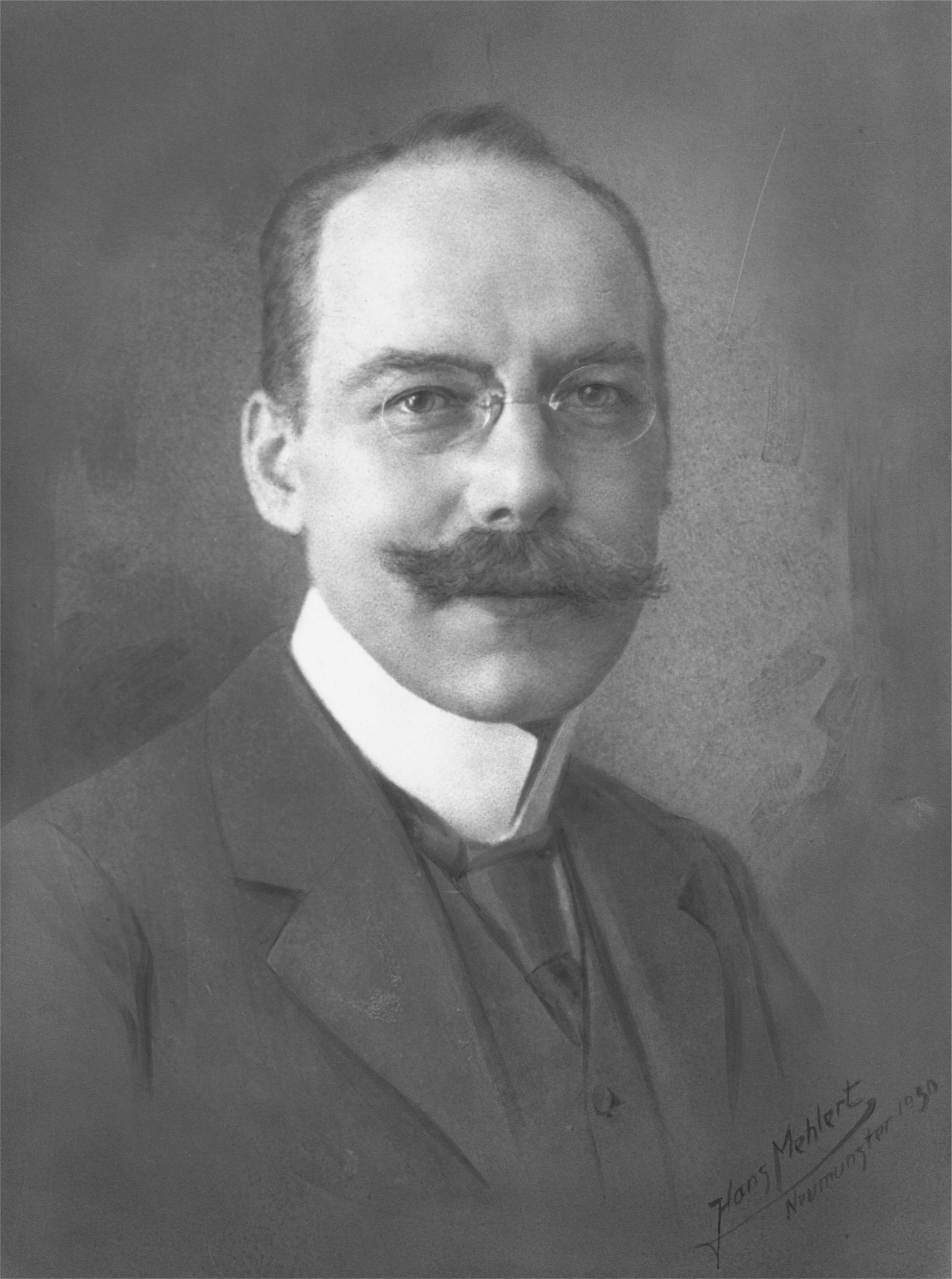
Hans Roß

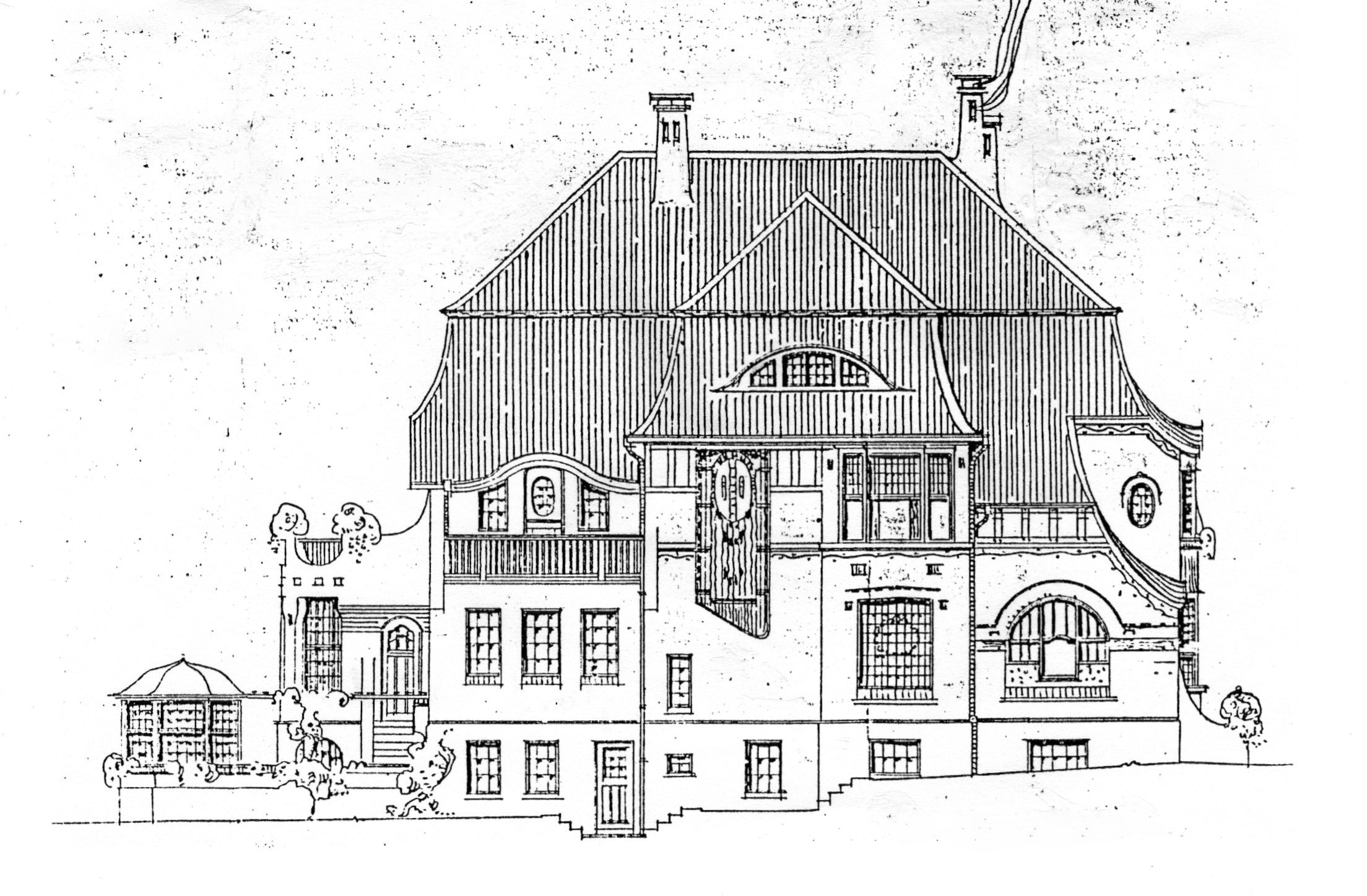
1905: Villa für A. Mylord in Neumünster

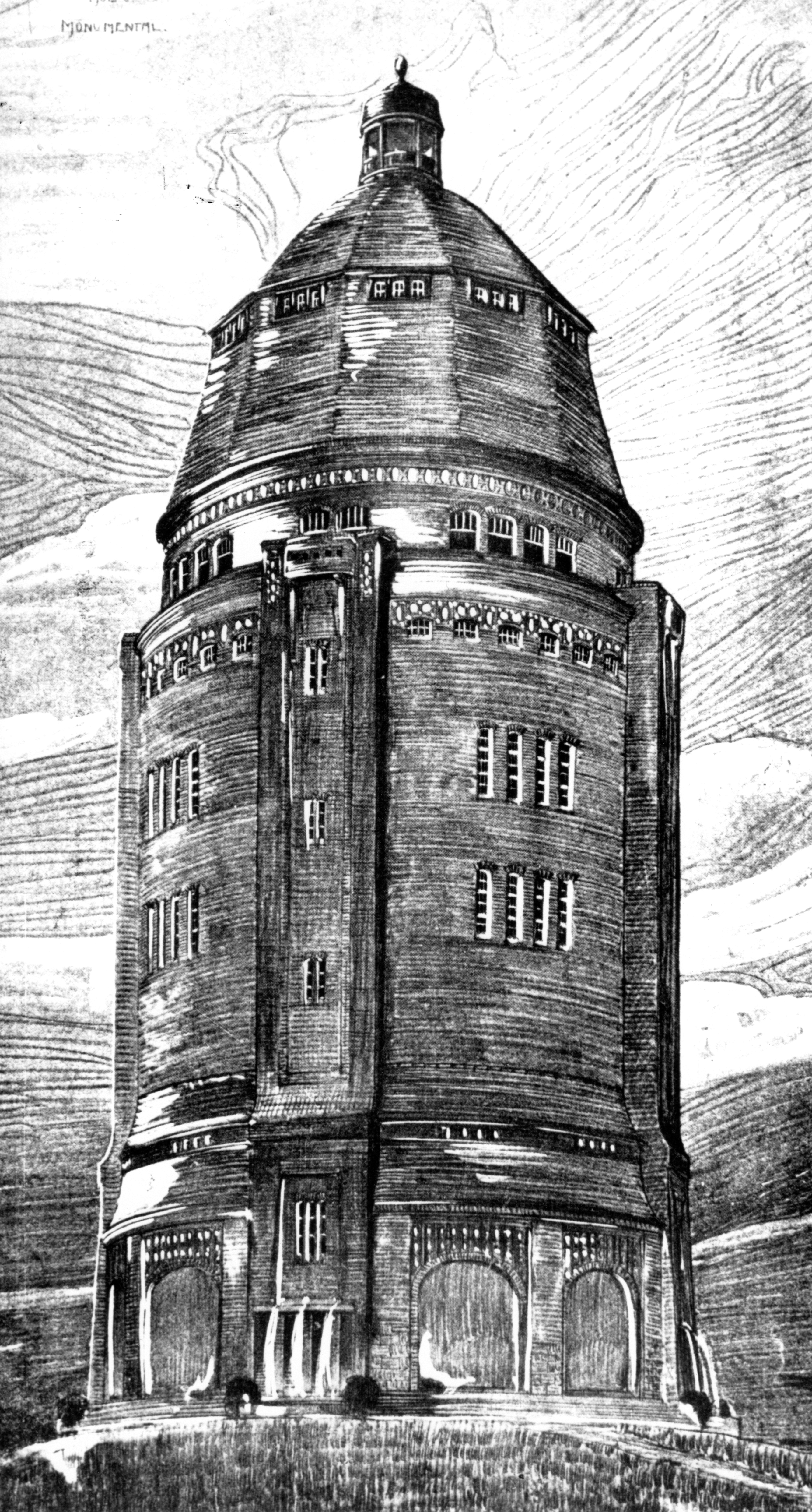
1907: Wettbewerbsentwurf für den Wasserturm an der Sternschanze

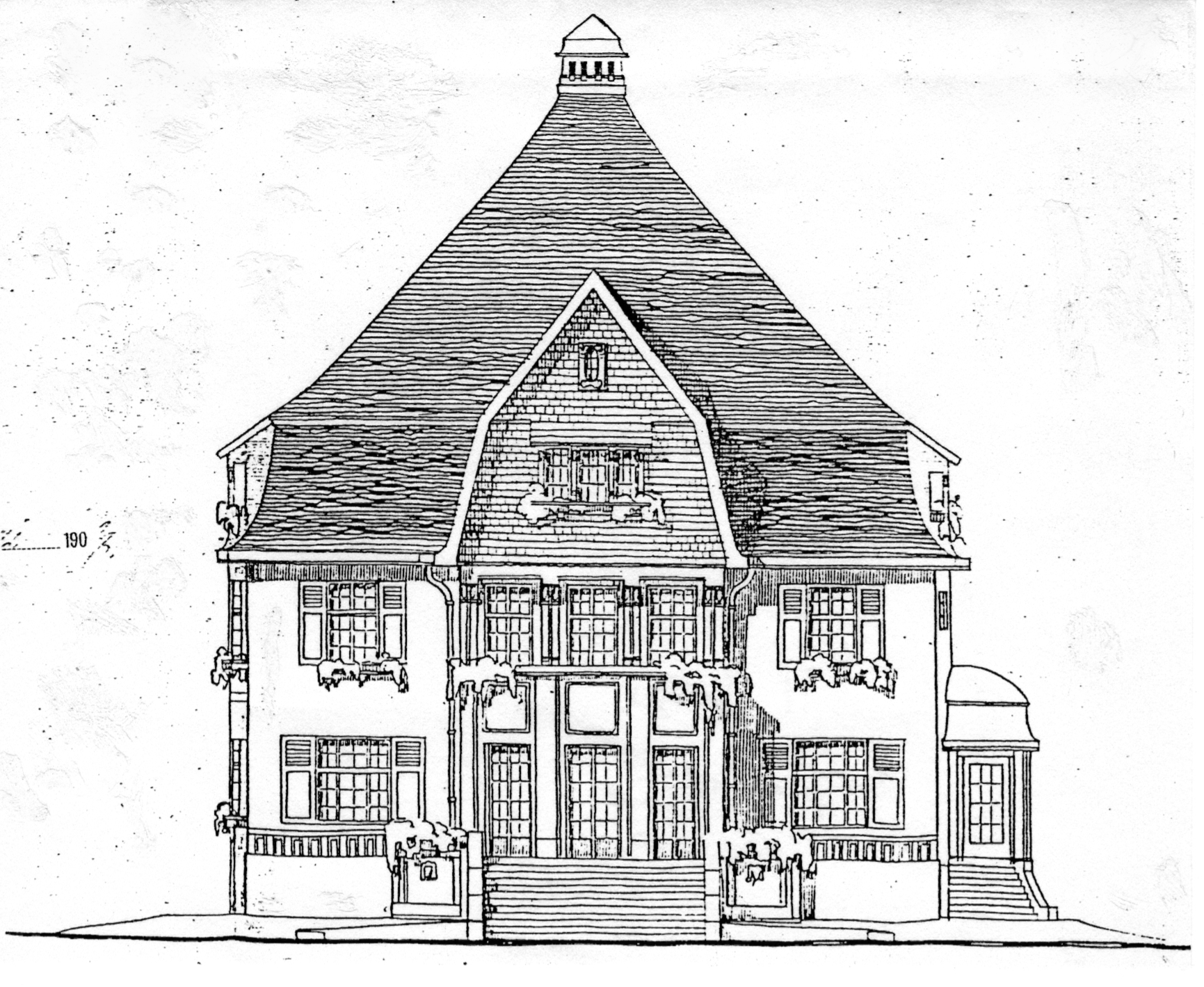
1907: Villa für H. Sager in Neumünster

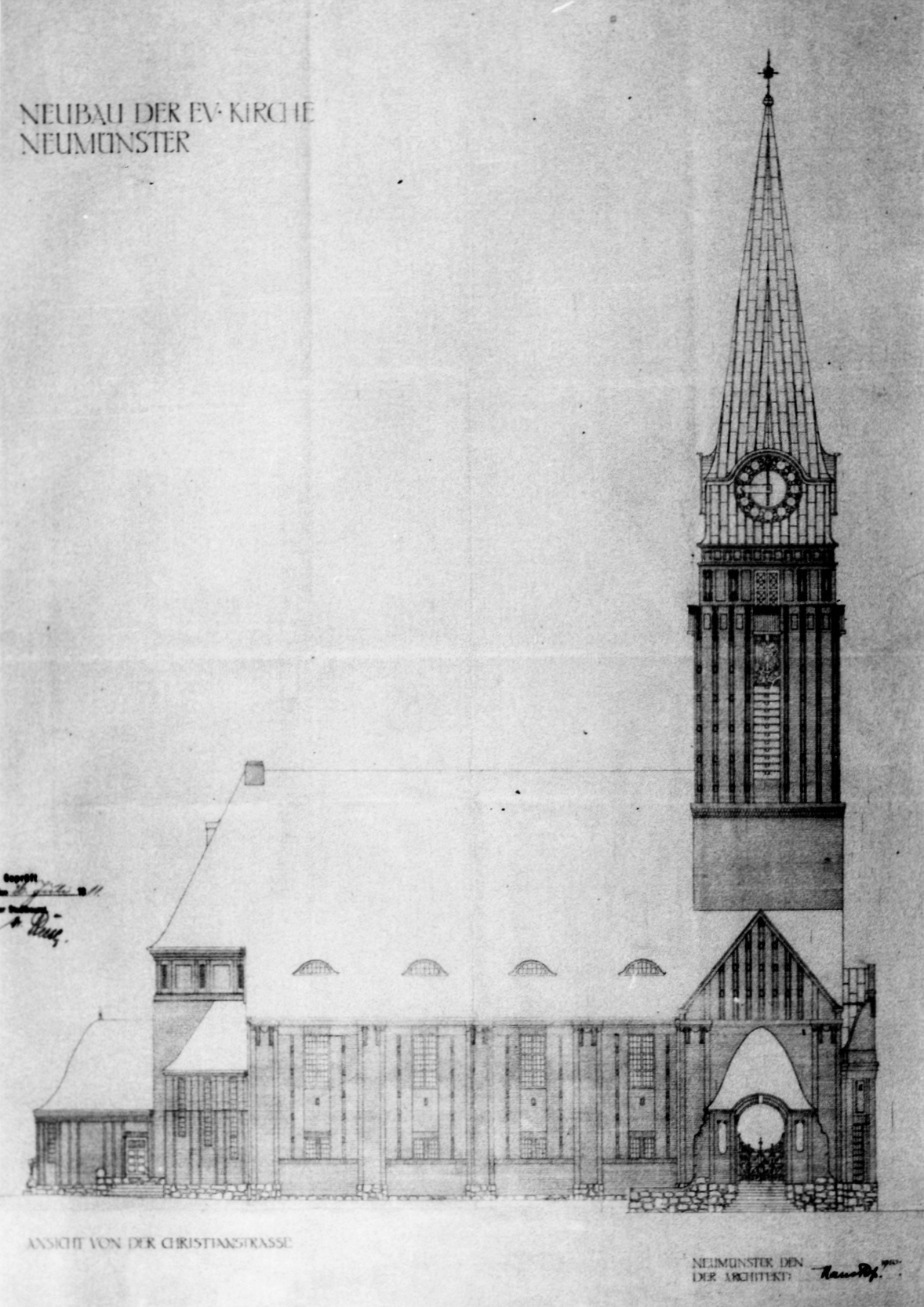
1911–1912: Aufriss der Anschar-Kirche in Neumünster

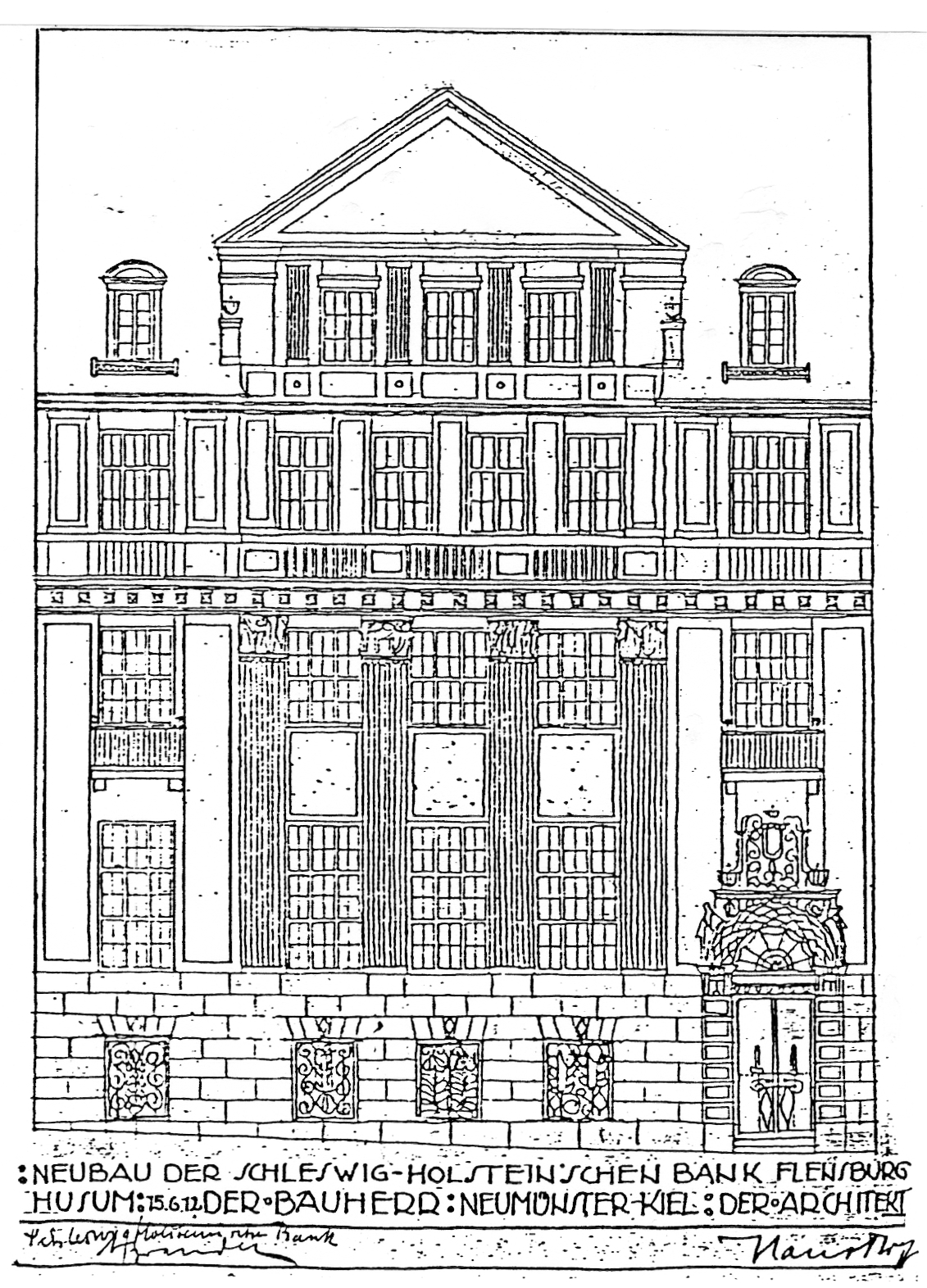
1912: Wohn- und Geschäftshaus für die Schleswig-Holsteinische Bank in Flensburg

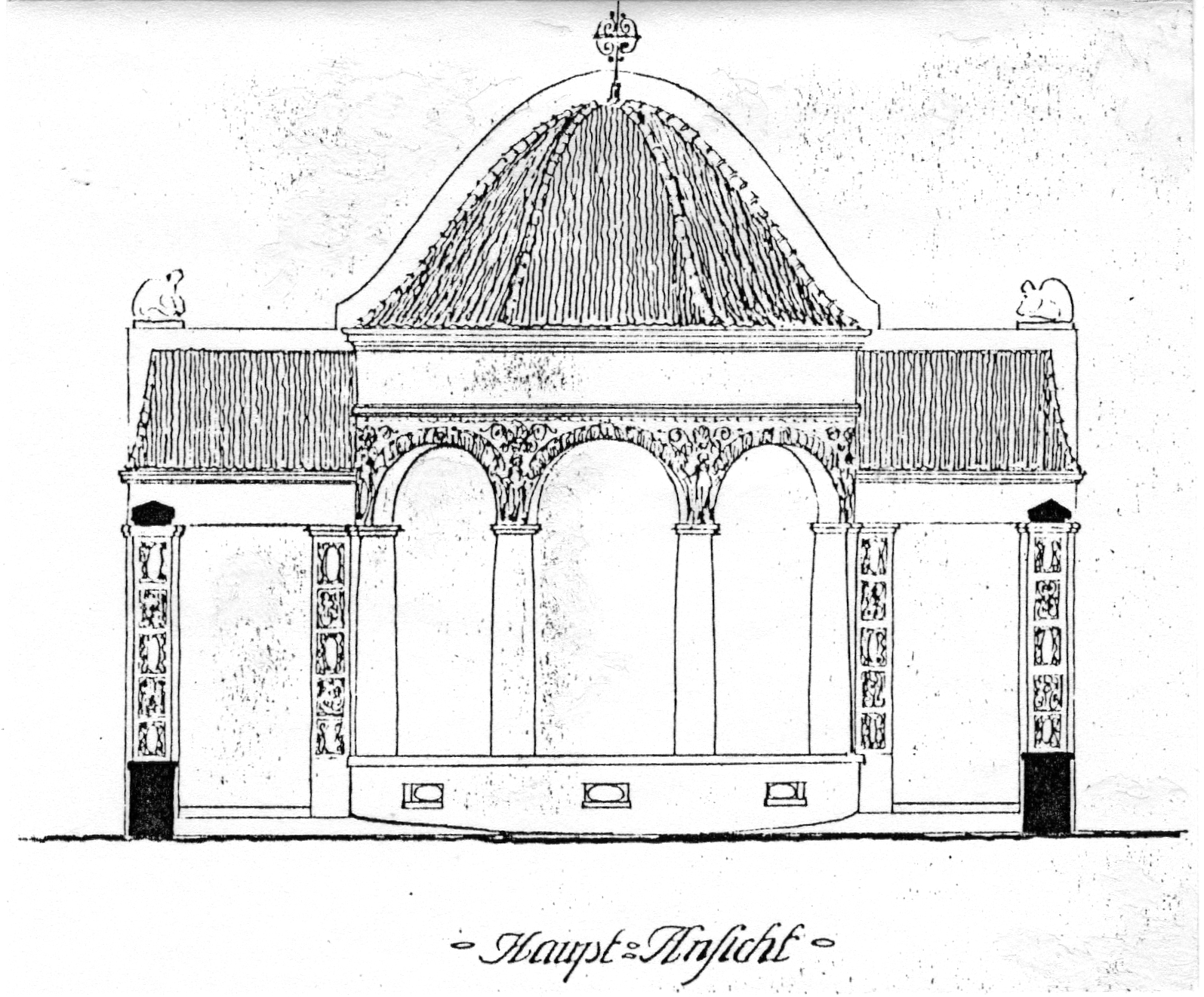
1913: Mausoleum für die Familie A. Moll in Neumünster

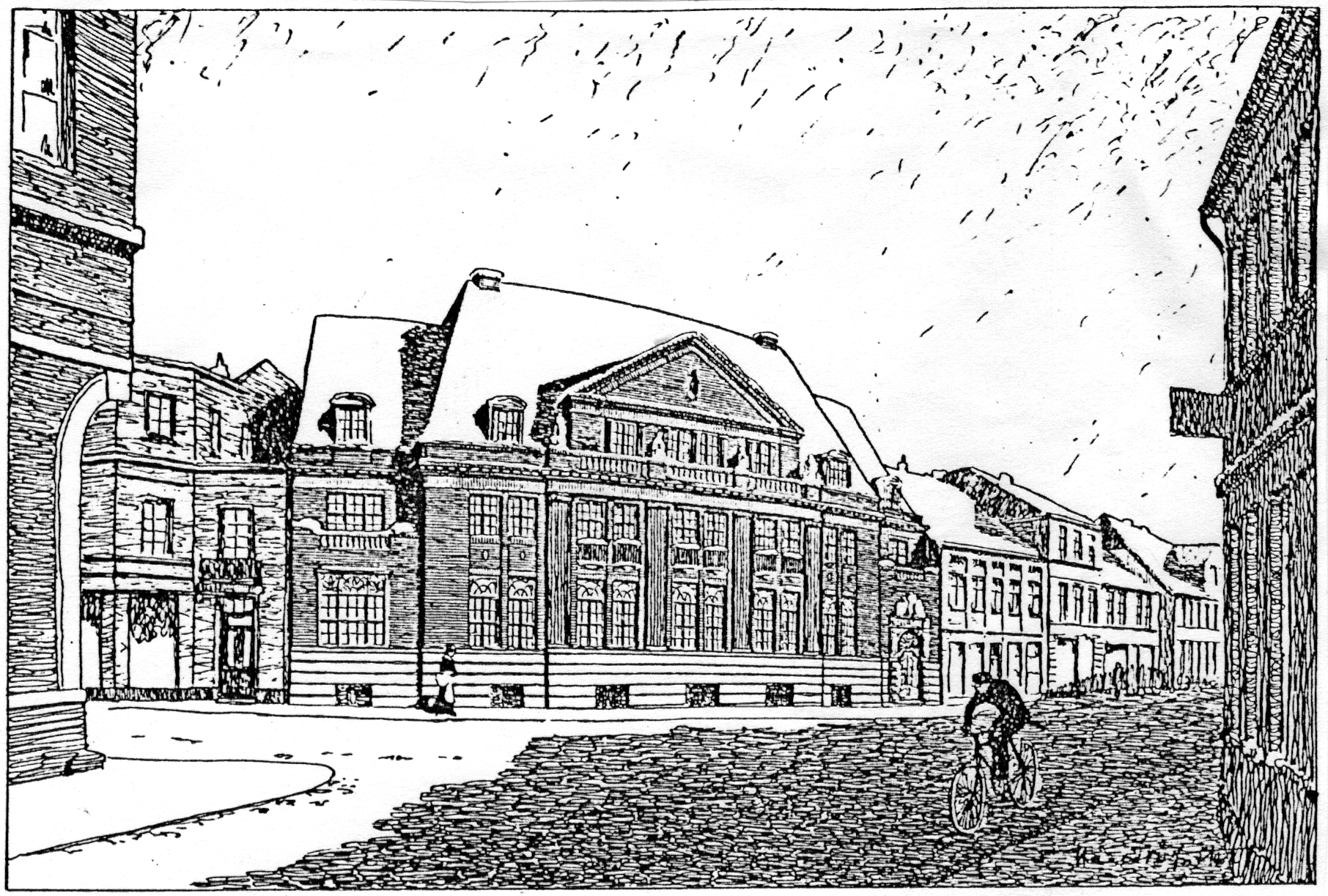
1914: Entwurf eines Geschäftshauses für den Vorschuss-Verein in Segeberg

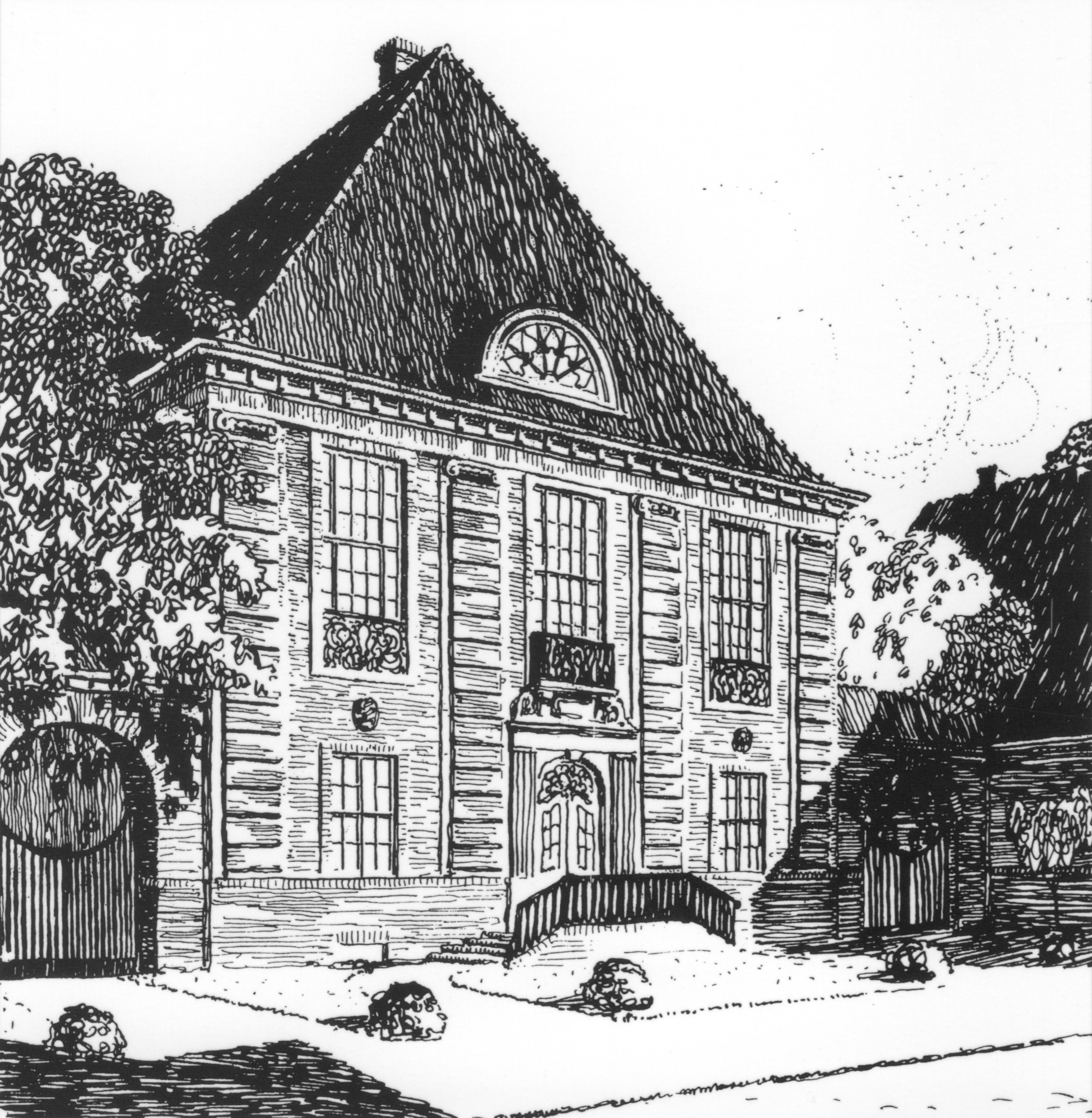
1914: Entwurf eines Kreishauses in Segeberg

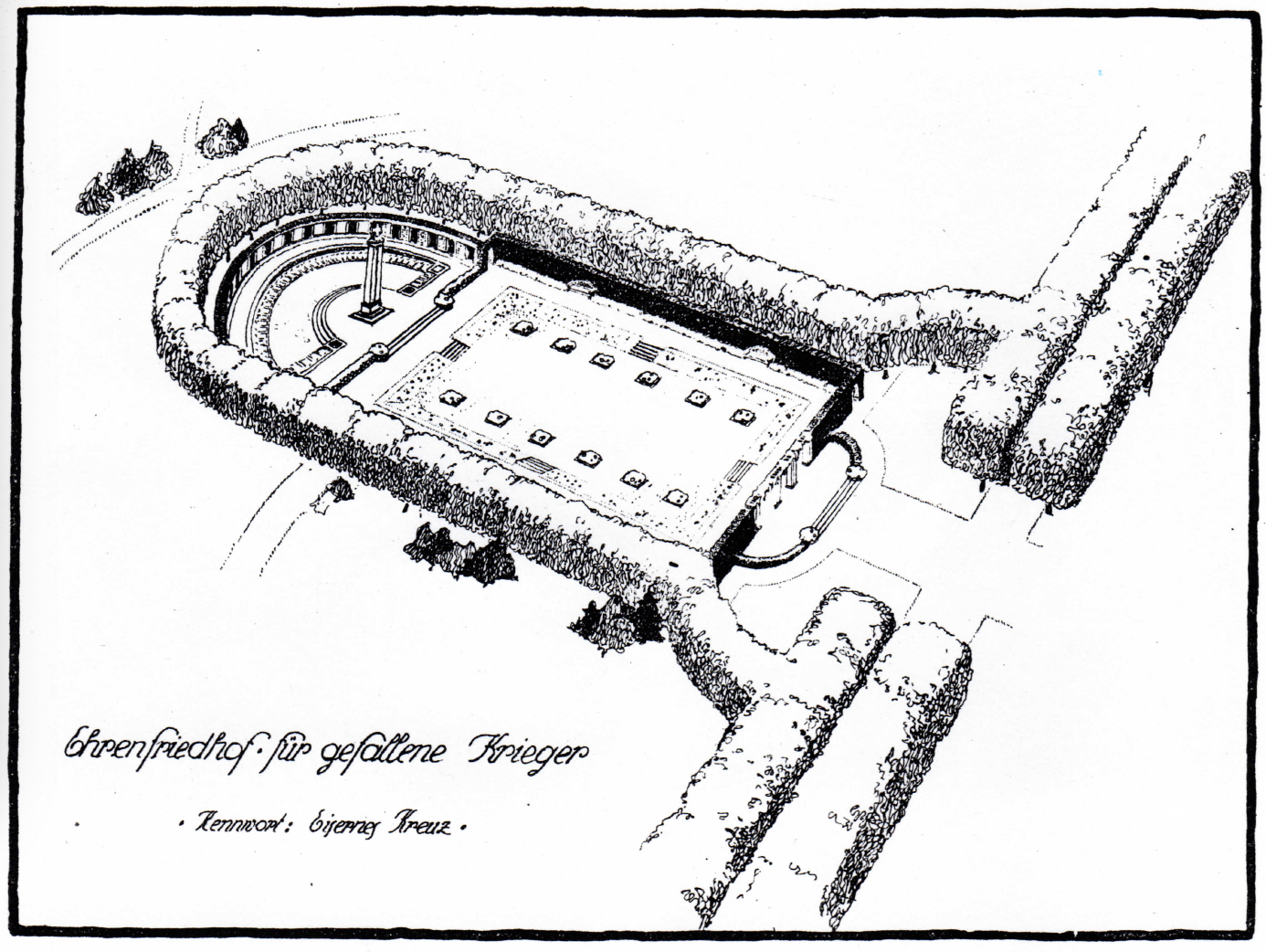
1917: Wettbewerbsentwurf für den Ehrenfriedhof Eichhof in Kiel

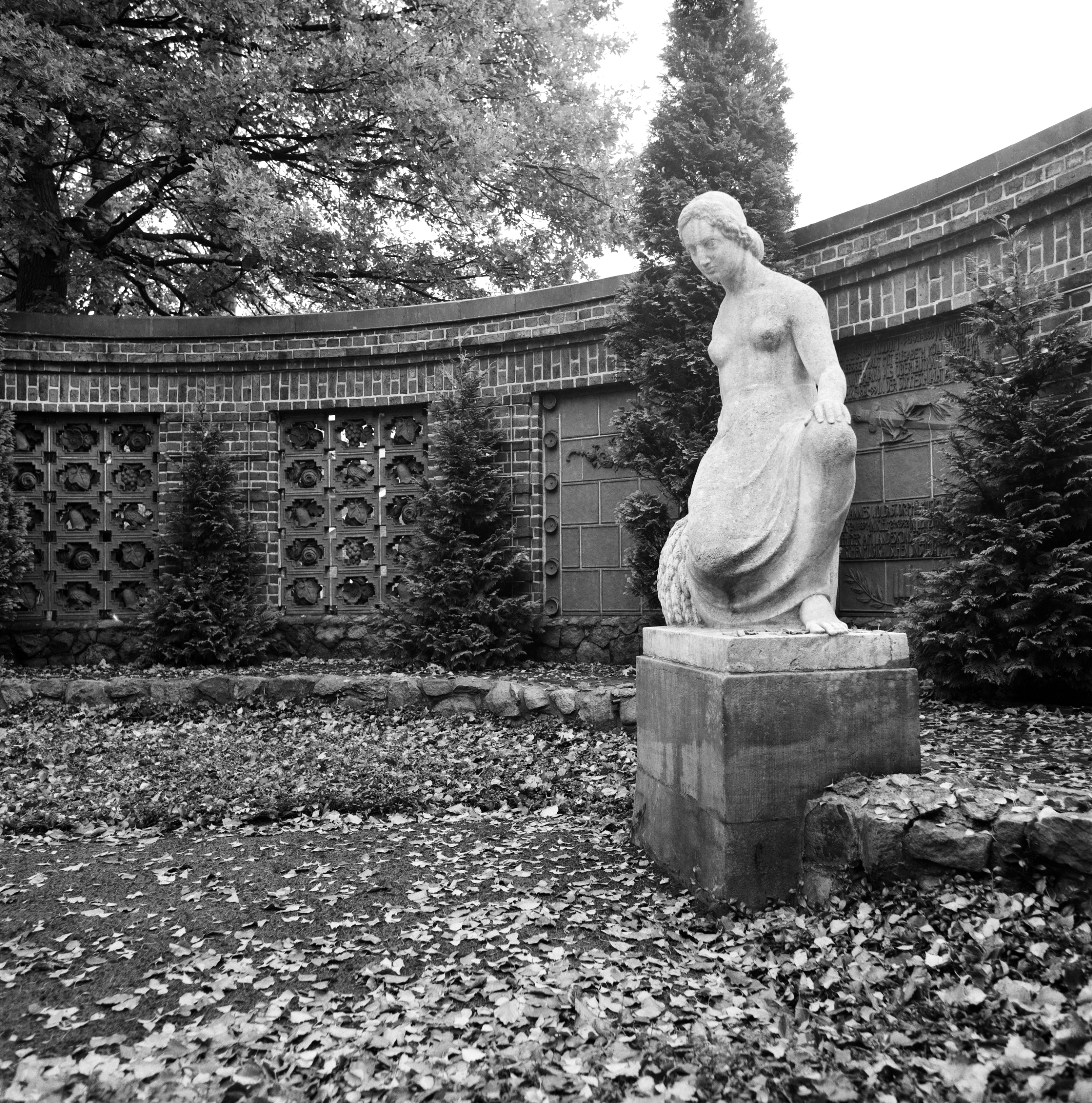
1919: Grabstätte Kölln in Elmshorn

Hans Carl Heinrich Roß (* 26. April 1873 in Schleswig; † 27. Februar 1922 in Neumünster) war ein deutscher Architekt.

## Leben
Hans Roß war der erste von vier Söhnen des Versicherungskaufmanns Johann Friedrich Christian Roß und dessen Ehefrau Ida Charlotte Marie Roß geb. Gerich aus Plön. Nach seiner Schulausbildung an der Muhliusschule in Kiel begann Roß eine Zimmererlehre bei dem Kieler Baugeschäft Stenner & Ströh (Lehre vom 29. September 1890 bis zum 27. September 1893). Hans Roß wurde am 30. März 1890 in der St.-Nikolai-Kirche zu Kiel konfirmiert. Danach weist Roßens Lebenslauf bis zur Jahrhundertwende Lücken auf.
Roß war von 1895 bis 1896 an der Technischen Hochschule München bei Friedrich von Thiersch als „Zuhörer“ (Hospitant) eingeschrieben. Ein undatiertes Foto des Münchner Fotoateliers Adalbert Werner zeigt Roß als Student. Während seiner Münchner Zeit soll Roß Corpsbruder im Münchner Corps Vandalia gewesen sein.
In Oelsnitz heiratete Roß am 21. April 1898 Amalie Schneider, Tochter des Oelsnitzer Baumeisters Hermann Gottwalt Schneider. Im Adressbuch der Stadt Oelsnitz im Vogtland von 1899–1900 war Roß dann bereits als „Architekt“ im Haus Mosenstraße 28 gemeldet.
Das Einwohnermeldeamt der Stadt Neumünster verzeichnete den Zuzug der Eheleute Hans und Amalie Roß am 2. April 1902; Hans Roß gab als Berufsbezeichnung „Architekt – Zimmermeister“ an. Hans Roß übernahm am 30. Dezember 1901 den Neumünsteraner Zimmereibetrieb Rudolf Pries als Nachfolger und ließ sich als Architekt nieder.
Roß' Schaffensperiode als Architekt erreichte ihren Höhepunkt kurz vor Ausbruch des Ersten Weltkriegs.
Nach 1918 ging das Auftragsvolumen deutlich zurück. Bis zum 1. April 1921 fand Roß eine Anstellung als Kirchenbaupfleger bei der evangelisch-lutherischen Kirche in Neumünster. Am 27. Februar 1922 stürzte er auf einer Baustelle und verstarb an den Folgen dieses Unfalls. Nach Roß' Einäscherung im Kieler Krematorium am 3. März 1922 wurde seine Urne am 15. März 1922 auf dem Plöner Friedhof beigesetzt.

## Bauten und Entwürfe
- 1902: Umbau eines Fachwerkhauses für den Brauereibesitzer Detlef H. Hinselmann in Neumünster, Großflecken 58
- 1903: Schankpavillon für O. Gerbsch in Malente-Gremsmühlen
- 1904: Villa für den Lederfabrikanten Hermann Sager in Neumünster, Carlstraße 23
- 1905: Anbau eines Gartenhäuschens für den Lederfabrikanten Hermann Sager in Neumünster, Rendsburger Straße / Carlstraße
- 1905: Mietvilla für den Brauereibesitzer Detlef H. Hinselmann in Neumünster, Klosterstraße 47
- 1905: Villa für Justizrat Adolf Mylord in Neumünster, Marienstraße 26
- 1906: Grundstücks-Einfriedung für Justizrat Adolf Mylord in Neumünster, Marienstraße 26
- 1906: Wohn- und Geschäftshaus für Heinrich Reese in Neumünster, Rendsburger Straße / Friedrichstraße
- 1906: Wohnhaus für Detlef H. Hinselmann in Neumünster, Marienstraße 29
- 1907: Wettbewerbsentwurf zum Neubau des Wasserturms an der Sternschanze in Hamburg (2. Preis unter 135 eingereichten Arbeiten)[5]
- 1907: Villa für den Lederfabrikanten Hermann Sager in Neumünster, Rendsburger Straße / Carlstraße[6]
- 1907: Wohn- und Geschäftshaus für seinen Vater, den Versicherungskaufmann Johann Friedrich Christian Roß in Kiel, Sophienblatt 4
- 1908: Landhaus für den Unternehmer Alexander Moll (Mitinhaber der Eisengießerei Moll & Rohwer) in Neumünster, Carlstraße 66[7]
- 1909: Wohn- und Geschäftshaus für den Kaufmann Jürgen C. Kölln in Neumünster, Rendsburger Straße 7
- 1910: Wettbewerbsentwurf für die Gartenstadt Neumünster[8]
- 1910: Entwurf des Wohnhauses Rix in Neumünster, Am Neuen Kamp 9 (Gartenstadt Neumünster)
- 1910: Entwurf des Doppelhauses Wischmann und Lucht in Neumünster, Am Neuen Kamp 12–14 (Gartenstadt Neumünster)
- 1910: Entwurf des Wohnhauses Hammerich in Neumünster, Am Neuen Kamp 15 (Gartenstadt Neumünster)
- 1910: Entwurf des Wohnhauses Kühner in Neumünster, Am Neuen Kamp 16 (Gartenstadt Neumünster)
- 1910: Entwurf des Wohnhauses Kreuz in Neumünster, Am Neuen Kamp 18 (Gartenstadt Neumünster)
- 1910: Entwurf des Wohnhauses Lindner in Neumünster, Am Neuen Kamp 19 (Gartenstadt Neumünster)
- 1910: Entwurf des Wohnhauses Schubert in Neumünster, Am Neuen Kamp 20 (Gartenstadt Neumünster)
- 1910: Entwurf des Wohnhauses Mordt in Neumünster, Am Neuen Kamp 21 (Gartenstadt Neumünster)
- 1910: Entwurf des Wohnhauses Borchert in Neumünster, Am Neuen Kamp 23 (Gartenstadt Neumünster)
- 1910: Entwurf des Wohnhauses Scheffler in Neumünster, Am Neuen Kamp 28 (Gartenstadt Neumünster)
- 1910: Entwurf des Wohnhauses Mordhorst in Neumünster, Am Neuen Kamp 17 (Gartenstadt Neumünster)
- 1910: Entwurf des Doppelhauses Lüthjohann und Neumann in Neumünster, Am Neuen Kamp 33 – 35 (Gartenstadt Neumünster)
- 1910: Entwurf des Doppelhauses Weise und Lembke in Neumünster, Am Neuen Kamp 37 – 39 (Gartenstadt Neumünster)
- 1910: Entwurf des Doppelhauses Eilskens und Behmes in Neumünster, Am Neuen Kamp 41 – 43 (Gartenstadt Neumünster)
- 1910: Entwurf des Doppelhauses Fresdorf und Westphal in Neumünster, Am Neuen Kamp 49 – 51 (Gartenstadt Neumünster)
- 1911: Wohnhaus für den Kalksandstein-Fabrikanten Johannes Thiessen in Neumünster, Holsatenring 90
- 1911: Wohn- und Geschäftshaus für den Fotografen Heinrich Andresen in Neumünster, Christianstraße 7
- 1911: Landhaus für den Kaufmann Christian Andresen in Neumünster, Marienstraße 30
- 1911: An- und Umbau eines Gebäudes für den Tuchfabrikanten Friedrich Bremer in Neumünster, Brachenfelder Straße 8
- 1912: Umbau eines Wohn- und Geschäftshauses für H. Delfs in Neumünster, Kuhberg 20
- 1911–1912: Wettbewerbsentwurf und Ausführung der Anscharkirche in Neumünster, Christianstraße 11 (1. Preis unter 126 eingereichten Arbeiten)[9]
- 1912: Wohn- und Geschäftshaus für die Schleswig-Holsteinische Bank in Flensburg, Holm 12[10]
- 1912: Lager- und Geschäftshaus für den Kaufmann August Gnutzmann in Neumünster, Mühlenbrücke 5–7
- 1912–1913: Realschule in Westerland auf Sylt, Herrenbadstraße
- 1912–1913: Realschule in Bredstedt, Theodor-Storm-Straße (heute Süderstraße 36)[11]
- 1913–1914: Dorfschule in Bimöhlen bei Bad Bramstedt
- 1913: Landhaus für Major Marggraf in Neumünster, Fritz-Reuter-Straße 2
- 1913: Stallgebäude für Major Marggraf in Neumünster, Fritz-Reuter-Straße 2
- 1913: Landhaus für den Geschäftsführer Friedrich Eilers in Neumünster, Marienstraße 22
- 1913: Landhaus für Studiendirektor Wilhelm Erbt in Neumünster, Fritz-Reuter-Straße 6
- 1913: Zweifamilienhaus für den Brauereibesitzer Detlef H. Hinselmann in Neumünster, Klaus-Groth-Straße 25 / An der Schwale 1
- 1913: Entwurf eines Gebäudes für den Verlag der Zeitung „Generalanzeiger“ in Neumünster, Hinter der Kirche 3–5
- 1913: Mausoleum für die Familie Alexander Moll (Mitinhaber in Eisengießerei und Emmaillewerk Moll & Rohwer) in Neumünster, auf dem Nordfriedhof (Marmorskulptur von Ludwig Isenbeck, Schmiedearbeiten von Bergner & Franke[12], Terrakotta-Modelle von Hermann Feuerhahn gebrannt von den Ullersdorfer Werken)
- 1913: Bahnhofshotel in Neumünster, Kuhberg / Bahnhofstraße
- 1913: Entwurf eines Nebengebäudes für das Bahnhofshotel in Neumünster
- 1914: Saalanbau an das Gemeindehaus der Anschar-Kirche in Neumünster
- 1914: Erweiterung des Kreishauses in Segeberg, Hamburger Straße 30
- 1914: Geschäftshaus für den Bankverein Schleswig-Holstein in Rendsburg, Jungfernstieg 7
- 1914: Wettbewerbsentwurf und Ausführung eines Geschäftshauses für den Vorschuss-Verein in Segeberg, Kurhausstraße 1 (beschränkter Wettbewerb zwischen Heinrich Bomhoff, Dabelstein, Fölster, Herbst, Janssen, Schütte, Schnittger, Sönnichsen, Joerges & Wehde, Carl Mannhardt, Speck + Roß)[13]
- 1915: Geschäftshaus für den Bankverein Schleswig-Holstein in Itzehoe, Sandberg 12
- 1916: Anbau an das Verwaltungsgebäude der Allgemeinen Ortskrankenkasse in Neumünster, Christianstraße 22 (ein erster Entwurf wurde nicht realisiert[14])
- 1917: Wettbewerbsentwurf für den Ehrenfriedhof Eichhof in Kiel (3. Preis unter 27 eingereichten Arbeiten)[15]
- 1919: Wettbewerbsentwurf für die Neuanlage eines Friedhofs in Neumünster
- 1919: Umbau eines Gebäudes zu einem Kinotheater für H. Lau in Neumünster, Großflecken 19
- 1919: Grabstätte der Mühlenbesitzer-Familie Peter Kölln in Elmshorn (Skulptur von Ludwig Isenbeck, Terrakotten von den Ullersdorfer Werken)[16]
- 1920: Umbau eines Hintergebäudes zu einem Kontorhaus für Bruno Wolf in Neumünster, Kleinflecken 19
- 1921: Anbau an das Gebäude der Holstenbank-Filiale in Eutin, Peterstraße 7
- 1921: Doppelwohnhaus für Otto Wiese in Neumünster, Birkenweg 13/15

## Bedeutung
Hans Roß wirkte zu Beginn des 20. Jahrhunderts als regional bekannter Architekt in Schleswig-Holstein. Beeindruckt von den zeitgenössischen süddeutschen Architekturideen kehrte er nach Abschluss seiner handwerklichen Ausbildung und seiner Studien bei Friedrich von Thiersch als junger Architekt im Jahr 1902 nach Schleswig-Holstein zurück und ließ sich in Neumünster als Architekt nieder. Hier errichtete er zahlreiche, handwerklich wie gestalterisch hochwertige Fabrikantenvillen mit Anklängen an den ausklingenden Jugendstil. Unter dem Eindruck der erstarkenden Heimatschutzbewegung änderte sich auch Roß' Architekturauffassung ab etwa 1907: Er bezog sich – wie auch andere zeitgenössische Baukünstler im nordelbischen Raum – immer stärker auf schleswig-holsteinische barocke Bautraditionen des späten 18. Jahrhunderts und verwendete nun den für Schleswig-Holstein typischen weichen roten Backstein mit seinem hellen Fugennetz, barockisierende Fensterteilungen, opulente Dachformen mit Hohlpfannen-Eindeckung für seine symmetrisch gestalteten Baukörper. Roß konnte zahlreiche Erfolge in Architektenwettbewerben erzielen. Insbesondere waren der 2. Preis beim Hamburger Wettbewerb für die Gestaltung des Wasserturms an der Sternschanze im Jahr 1907, der 2. Preis beim Neumünsteraner Gartenstadt-Wettbewerb im Jahr 1909 und der 1. Preis beim Wettbewerb für ein Bankgebäude in Segeberg im Jahr 1914 bemerkenswert.
Hans Roß prägte durch seine Neubauten die regionale Architektur-Szene in Schleswig-Holstein bis zum Ende des Ersten Weltkriegs entscheidend mit. Dies galt für unterschiedliche Entwurfsgebiete wie Landhäuser und Bankgebäude genauso wie Schulen und den Neubau der Anschar-Kirche. Durch seine Neubauten zeigte Roß, dass er von der großzügigen städtebaulichen Idee bis zum qualitätvoll ausgebildeten handwerklichen Detail über entwurfliche Fähigkeiten verfügte und stets zeitgemäß-modern und ganzheitlich zu entwerfen imstande war. Er entwickelte sich in einer relativ kurzen Schaffensperiode zu einem regional bekannten Architekten, in seinen Projekten schuf er auch für andere beispielhafte, qualitativ hochwertige Architektur. In seiner persönlichen Entwicklung als Architekt empfing Roß Impulse von den zeitgenössischen Architekturströmungen (insbesondere von der Heimatschutzbewegung) und setzte sie mit individueller Handschrift um. Sein ausgeprägtes Verständnis für das Zusammenwirken von Kunst und Architektur zeichnete ihn gegenüber zeitgenössischen Bauschaffenden besonders aus. Dies drückte sich beispielsweise in der engen Zusammenarbeit mit Künstlern wie den Berliner Bildhauern Hermann Feuerhahn und Ludwig Isenbeck aus. Es war Roß' Verdienst, alte Handwerkstechniken wie Kunstschmiedearbeiten oder die Terrakotta-Technik wieder in die aktuelle regionale Architektur Schleswig-Holsteins einzubeziehen. Bei zahlreichen Projekten arbeitete Roß mit den Weimarer Kunstschmieden Bergner & Franke, mit dem Berliner Bildhauer Ludwig Isenbeck sowie mit den Ullersdorfer Werken für die Herstellung hochwertiger Terrakotta-Applikationen nicht nur an der Anscharkirche eng zusammen.
Roß fand noch zu Lebzeiten lobende Erwähnung und Anerkennung für seine Bauten in Wort und Bild in der damaligen deutschsprachigen Fachliteratur. Erwähnenswert sind teils längere bebilderte Beiträge von Paul Klopfer in der Zeitschrift Moderne Bauformen (1910), von Otto Lehmann in den Zeitschriften Deutsche Konkurrenzen und Moderne Bauformen (1913 und 1920), von Emil Högg in der Zeitschrift Der Baumeister (1912) und seinem Buch Das Ornament oder Schmuckwerk (1925) sowie von Hermann Muthesius in seinem Buch Landhaus und Garten (1920).
Roß verschaffte seinen repräsentativen Bauten einen barockisierenden Ausdruck verbunden mit einer städtebaulichen Prägnanz, einer hohen handwerklich-künstlerischen Qualität bis ins Detail unter Nutzung regionaler Baumaterialien und tradierter Handwerkstechniken. Mit schlüssigen Grundrisslösungen gelangen ihm Bauten in einer zeitgenössisch-modernen Architektursprache. Trotz seines allzu frühen Tods bereicherte Roß die Architekturlandschaft in Schleswig-Holstein nachhaltig.